# Eye of the Tiger (película)
Eye of The Tiger es una película de acción y aventura de 1986, dirigida por Richard C. Sarafian. La película fue protagonizada por Gary Busey, Yaphet Kotto, Denise Galik-Furey, Seymour Cassel, William Smith y Judith Barsi, el título se inspira en la famosa canción de Survivor.

## Argumento
Buck, un exveterano de Vietnam, exconvicto recién salido de la prisión estatal. Regresa a la pequeña ciudad del Medio Oeste donde se crio, sólo para descubrir el lugar invadido por una banda de motociclistas.

## Reparto
| Actor           | Personaje         |
| --------------- | ----------------- |
| Gary Busey      | Buck Matthews     |
| Yaphet Kotto    | JB Deveraux       |
| Seymour Cassel  | Sheriff           |
| Bert Remsen     | Padre Healey      |
| Denise Galik    | Christie Matthews |
| William Smith   | Blade             |
| Kimberlin Brown | Dawn              |
| Judith Barsi    | Jennifer Matthews |
| Eric Boles      | Doctor            |
| Joe Brooks      | Jake              |
| Douglas Dirkson | Jimmy             |

## Banda sonora
| Pista | Título           | Intérprete  |
| ----- | ---------------- | ----------- |
| 1     | Eye of the Tiger | Survivor    |
| 2     | Gravity          | James Brown |